# Ménarmont
Ménarmont est une commune française située dans le département des Vosges en région Grand Est.

## Géographie

### Localisation

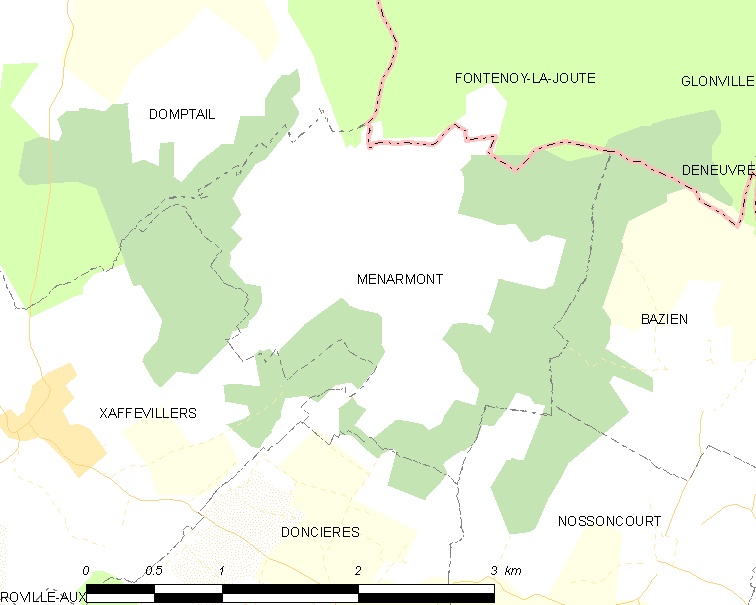
Situation géographique de Ménarmont.

Le village est limitrophe du département de Meurthe-et-Moselle.
| Domptail     | Fontenoy-la-Joûte Meurthe-et-Moselle |             |
|              | Ménarmont                            | Bazien      |
| Xaffévillers | Doncières                            | Nossoncourt |

### Géologie et relief
La commune se compose de 324,74 hectares de territoires agricoles (61,74 %) et 200,96 hectares de forêts et milieux semi-naturels (38,21 %).

### Hydrographie et les eaux souterraines
Hydrogéologie et climatologie : Système d’information pour la gestion des eaux souterraines du bassin Rhin-Meuse :
Territoire communal : Occupation du sol (Corinne Land Cover); Cours d'eau (BD Carthage),
Géologie : Carte géologique; Coupes géologiques et techniques,
 Hydrogéologie : Masses d'eau souterraine; BD Lisa; Cartes piézométriques.
La commune est située dans le bassin versant du Rhin au sein du bassin Rhin-Meuse. Elle est drainée par le ruisseau de Frouamenil et le ruisseau de Ville,.

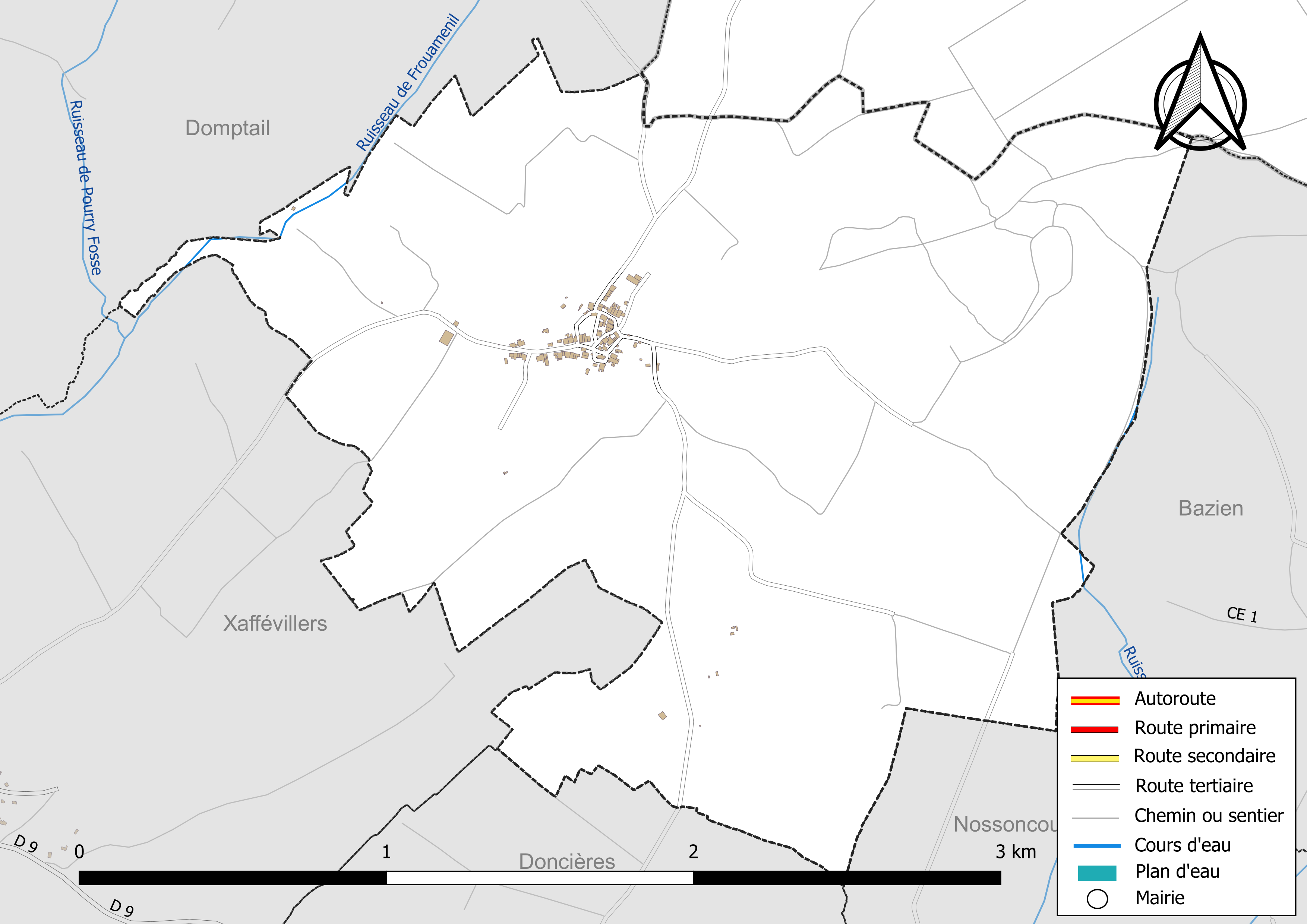
Réseaux hydrographique et routier de Ménarmont.

La qualité des eaux de baignade et des cours d’eau peut être consultée sur un site dédié géré par les agences de l’eau et l’Agence française pour la biodiversité.

### Climat
Pour des articles plus généraux, voir Climat du Grand Est et Climat des Vosges.
En 2010, le climat de la commune est de type climat des marges montargnardes, selon une étude du Centre national de la recherche scientifique s'appuyant sur une série de données couvrant la période 1971-2000. En 2020, Météo-France publie une typologie des climats de la France métropolitaine dans laquelle la commune est exposée à un climat semi-continental et est dans la région climatique  Vosges, caractérisée par une pluviométrie très élevée (1 500 à 2 000 mm/an) en toutes saisons et un hiver rude (moins de 1 °C). 
Pour la période 1971-2000, la température annuelle moyenne est de 9,6 °C, avec une amplitude thermique annuelle de 17,1 °C. Le cumul annuel moyen de précipitations est de 927 mm, avec 12,2 jours de précipitations en janvier et 9,9 jours en juillet. Pour la période 1991-2020, la température moyenne annuelle observée sur la station météorologique de Météo-France la plus proche, « Roville », sur la commune de Roville-aux-Chênes à 5 km à vol d'oiseau, est de 10,3 °C et le cumul annuel moyen de précipitations est de 833,3 mm. 
La température maximale relevée sur cette station est de 40 °C, atteinte le 25 juillet 2019 ; la température minimale est de −24,5 °C, atteinte le 2 janvier 1971,,. 
Les paramètres climatiques de la commune ont été estimés pour le milieu du siècle (2041-2070) selon différents scénarios d'émission de gaz à effet de serre à partir des nouvelles projections climatiques de référence DRIAS-2020. Ils sont consultables sur un site dédié publié par Météo-France en novembre 2022.

## Urbanisme

### Typologie
Au 1er janvier 2024, Ménarmont est catégorisée commune rurale à habitat dispersé, selon la nouvelle grille communale de densité à sept niveaux définie par l'Insee en 2022.
Elle est située hors unité urbaine. Par ailleurs la commune fait partie de l'aire d'attraction de Rambervillers, dont elle est une commune de la couronne,. Cette aire, qui regroupe 15 communes, est catégorisée dans les aires de moins de 50 000 habitants,.

### Occupation des sols
L'occupation des sols de la commune, telle qu'elle ressort de la base de données européenne d’occupation biophysique des sols Corine Land Cover (CLC), est marquée par l'importance des territoires agricoles (61,9 % en 2018), en augmentation par rapport à 1990 (52,3 %). La répartition détaillée en 2018 est la suivante : 
zones agricoles hétérogènes (46,8 %), forêts (38,1 %), prairies (15 %). L'évolution de l’occupation des sols de la commune et de ses infrastructures peut être observée sur les différentes représentations cartographiques du territoire : la carte de Cassini (XVIIIe siècle), la carte d'état-major (1820-1866) et les cartes ou photos aériennes de l'IGN pour la période actuelle (1950 à aujourd'hui).

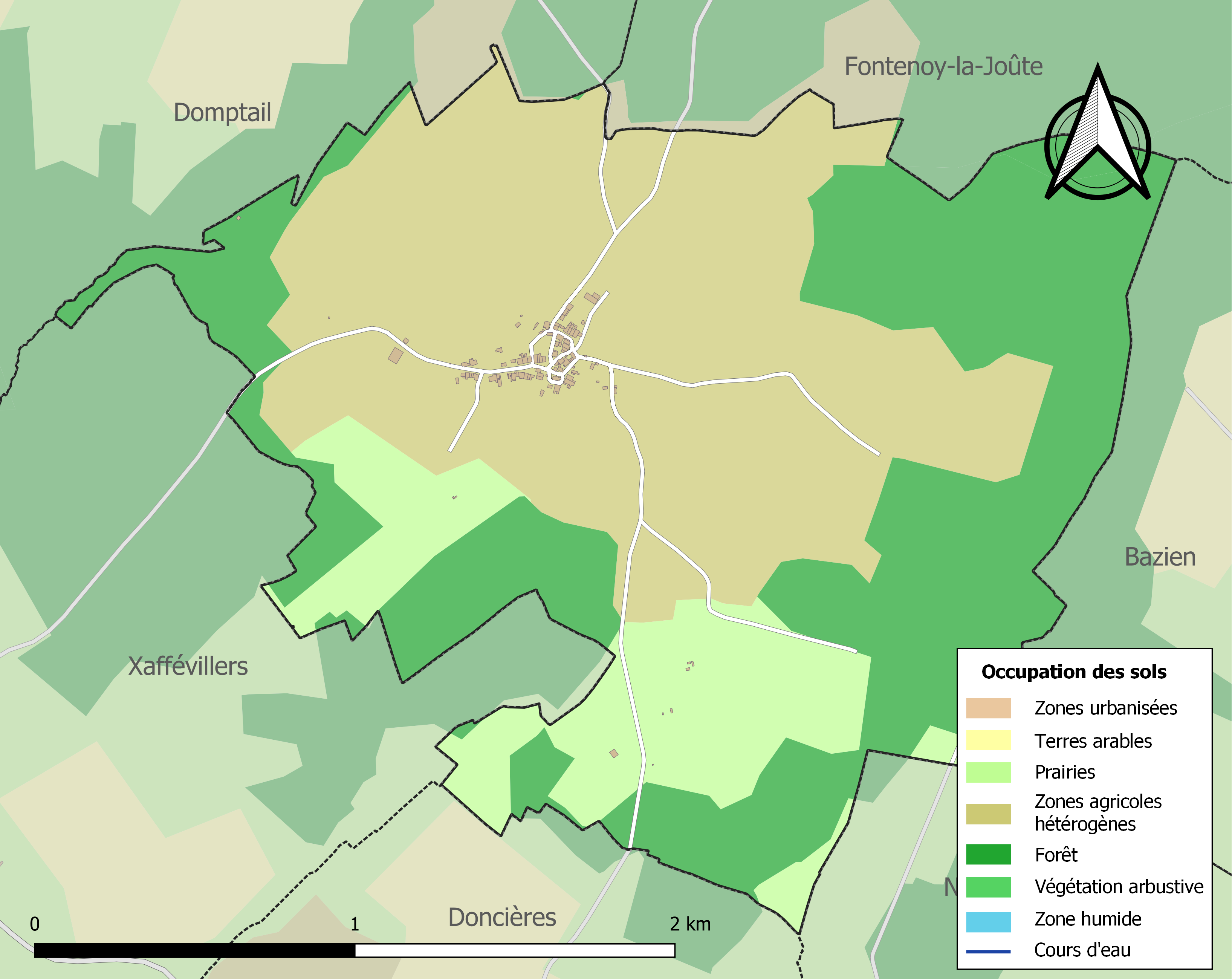
Carte des infrastructures et de l'occupation des sols de la commune en 2018 (CLC).

### Voies de communications et transports

#### Voies routières
- D9b vers Xaffevillers[15].

#### Transports en commun
- Fluo Grand Est.

#### Lignes SNCF
- Gare de Baccarat,
- Gare d'Azerailles,
- Gare de Bertrichamps,
- Gare de Chenevières,
- Gare de Thiaville.

#### Transports aériens
- Aéroport de Nancy-Essey,
- L'Aéroport d'Épinal-Mirecourt « Vosges Aéroport ».

À partir de l'été 2021, l’aéroport d’Épinal-Mirecourt est devenu le "pélicandrome" de la Zone Est et servira ainsi de base de ravitaillement et d’intervention pour les avions bombardiers d’eau connus sous le nom de Dash 8

## Toponymie
Le nom de la localité est attesté sous les formes Menairemont (1350) ; Menarmont (1396) ; Menaremont (1526) ; Menarmont, Menardi mons (1768).

## Histoire
Ménarmont fait partie du ban de Nossoncourt jusqu'en 1751, année à partir de laquelle le village relève du bailliage de Lunéville. En 1790, il appartient au district de Rambervillers, canton de Nossoncourt.

## Politique et administration
| Période                                  | Période                       | Identité                  | Étiquette | Qualité                                       |
| ---------------------------------------- | ----------------------------- | ------------------------- | --------- | --------------------------------------------- |
| Les données manquantes sont à compléter. |                               |                           |           |                                               |
|                                          |                               | Jules Sibille             |           | Cultivateur                                   |
|                                          |                               |                           |           |                                               |
| 1987                                     | juin 1995                     | Camille Neige (1926-2011) |           | Agriculteur                                   |
| juin 1995                                | En cours (au 18 février 2015) | Pierre Boulanger          | DVD       | Ancien artisan, commerçant, chef d'entreprise |

### Budget et fiscalité 2023

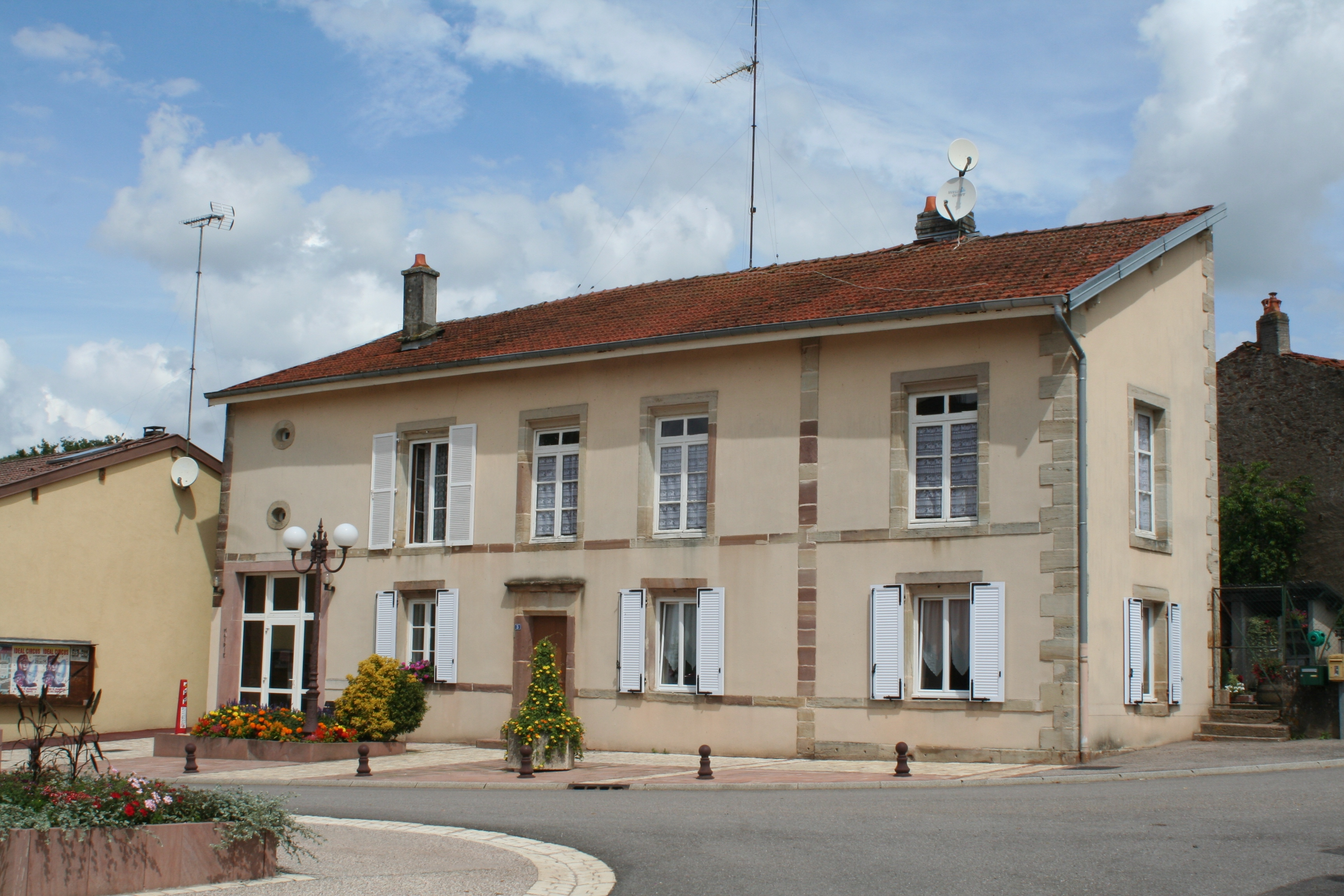
La mairie.

En 2023, le budget de la commune était constitué ainsi :
- total des produits de fonctionnement : 170 000 €, soit 2 741 € par habitant ;
- total des charges de fonctionnement : 14 000 €, soit 2 253 € par habitant ;
- total des ressources d'investissement : 31 000 €, soit 501 € par habitant ;
- total des emplois d'investissement : 87 000 €, soit 1 396 € par habitant ;
- endettement : 1 000 €, soit 16 € par habitant.

Avec les taux de fiscalité suivants :* taxe d'habitation : 13,94 % ;
- taxe foncière sur les propriétés bâties : 36,58 % ;
- taxe foncière sur les propriétés non bâties : 17,38 % ;
- taxe additionnelle à la taxe foncière sur les propriétés non bâties : 0,00 % ;
- cotisation foncière des entreprises : 0,00 %.

Chiffres clés Revenus et pauvreté des ménages en 2021 : médiane en 2021 du revenu disponible, par unité de consommation.

## Économie

### Entreprises et commerces

#### Commerces
- Commerces et services de proximité[23]

## Population et société

### Démographie

#### Évolution démographique
L'évolution du nombre d'habitants est connue à travers les recensements de la population effectués dans la commune depuis 1793. Pour les communes de moins de 10 000 habitants, une enquête de recensement portant sur toute la population est réalisée tous les cinq ans, les populations de référence des années intermédiaires étant quant à elles estimées par interpolation ou extrapolation. Pour la commune, le premier recensement exhaustif entrant dans le cadre du nouveau dispositif a été réalisé en 2005.

En 2022, la commune comptait 60 habitants, en évolution de −16,67 % par rapport à 2016 (Vosges : −2,96 %, France hors Mayotte : +2,11 %).
| 1793 | 1800 | 1806 | 1821 | 1831 | 1836 | 1841 | 1846 | 1856 |
| ---- | ---- | ---- | ---- | ---- | ---- | ---- | ---- | ---- |
| 234  | 265  | 278  | 326  | 365  | 270  | 328  | 329  | 330  |

| 1861 | 1866 | 1876 | 1881 | 1886 | 1891 | 1896 | 1901 | 1906 |
| ---- | ---- | ---- | ---- | ---- | ---- | ---- | ---- | ---- |
| 308  | 286  | 199  | 210  | 200  | 188  | 176  | 180  | 173  |

| 1911 | 1921 | 1926 | 1931 | 1936 | 1946 | 1954 | 1962 | 1968 |
| ---- | ---- | ---- | ---- | ---- | ---- | ---- | ---- | ---- |
| 165  | 153  | 143  | 122  | 123  | 107  | 110  | 93   | 97   |

| 1975 | 1982 | 1990 | 1999 | 2005 | 2006 | 2010 | 2015 | 2020 |
| ---- | ---- | ---- | ---- | ---- | ---- | ---- | ---- | ---- |
| 80   | 73   | 71   | 55   | 50   | 48   | 54   | 69   | 62   |

| 2022 | - | - | - | - | - | - | - | - |
| ---- | - | - | - | - | - | - | - | - |
| 60   | - | - | - | - | - | - | - | - |

### Enseignement
Établissements d'enseignements :
- Écoles maternelles et primaires à Domptail, Ménil-sur-Belvitte, Magnières, Baccarat, Fontenoy-la-Joûte, Roville-aux-Chênes, Saint-Maurice-sur-Mortagne.
- Collèges à Rambervillers, Baccarat, Gerbéviller, Raon-l'Étape.
- Lycées à Roville-aux-Chênes, Raon-l'Étape, Lunéville.

### Santé
Professionnels et établissements de santé :
- Médecins à Rambervillers, Magnières, Azerailles, Baccarat, Saint Clément[30].
- Pharmacies à Rambervillers, Baccarat, Azerailles[31].
- Hôpitaux à Baccarat, Raon-l'Étape[32].

### Cultes
- Culte catholique, Paroisse Notre-Dame-de-la-Mortagne[33], Diocèse de Saint-Dié.

### Personnalités liées à la commune
- Dominique Petin, Médaillé de Sainte-Hélène[34].

## Lieux et monuments

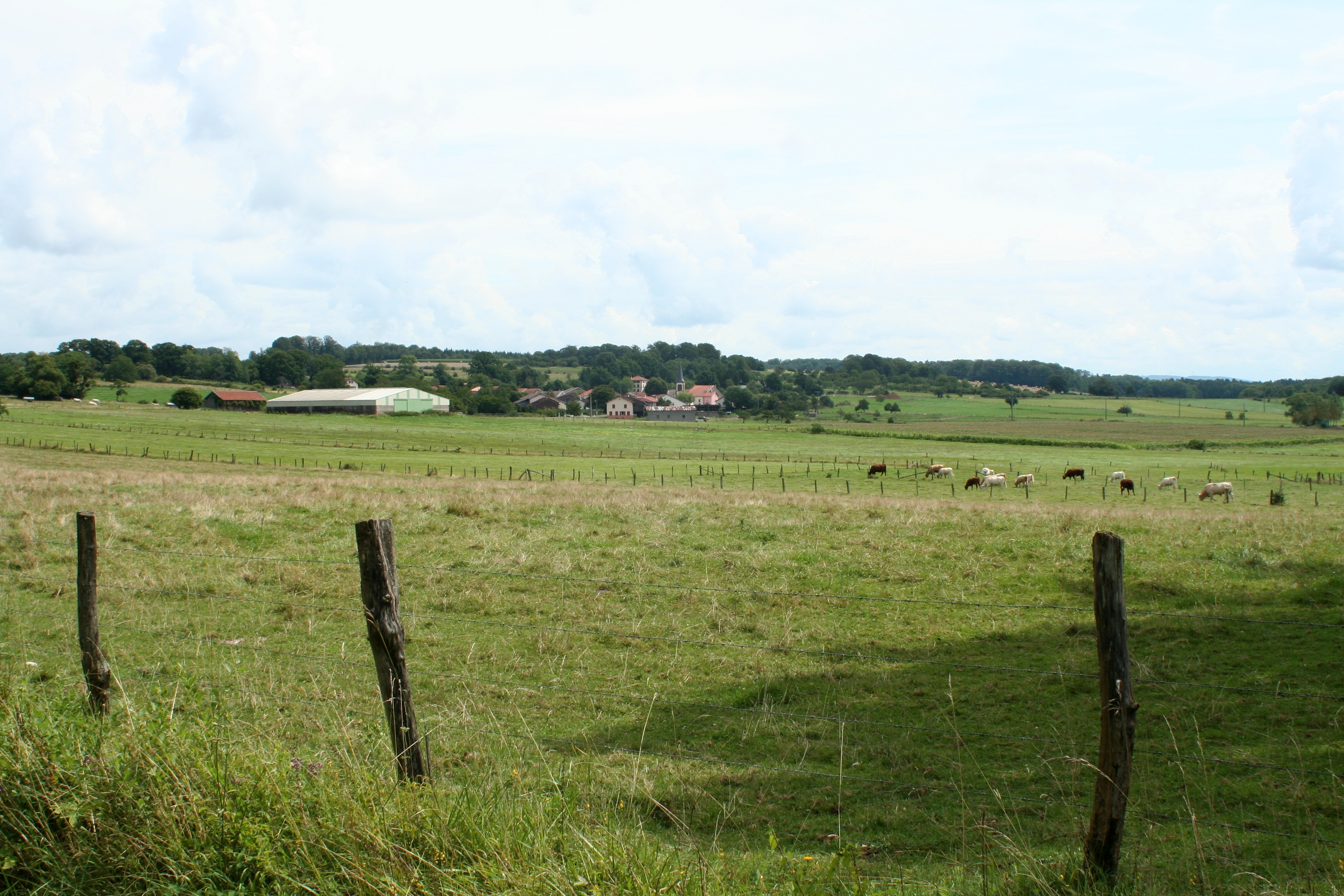
Paysage et vue sur le village.
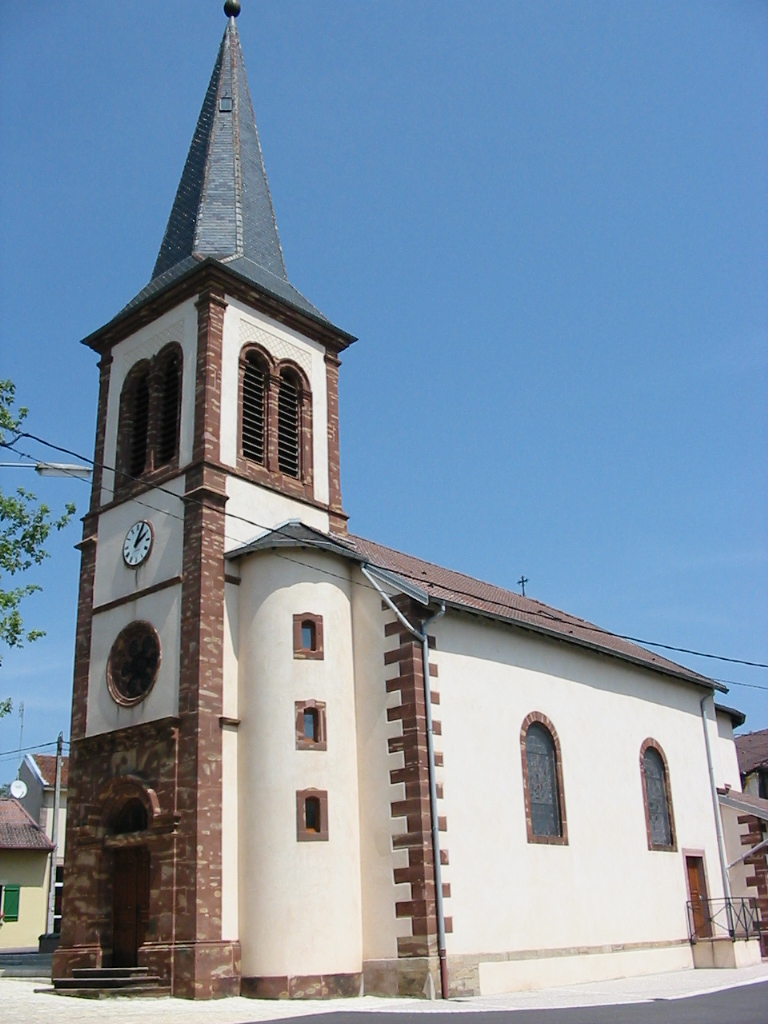
L'église Saint-Florent.
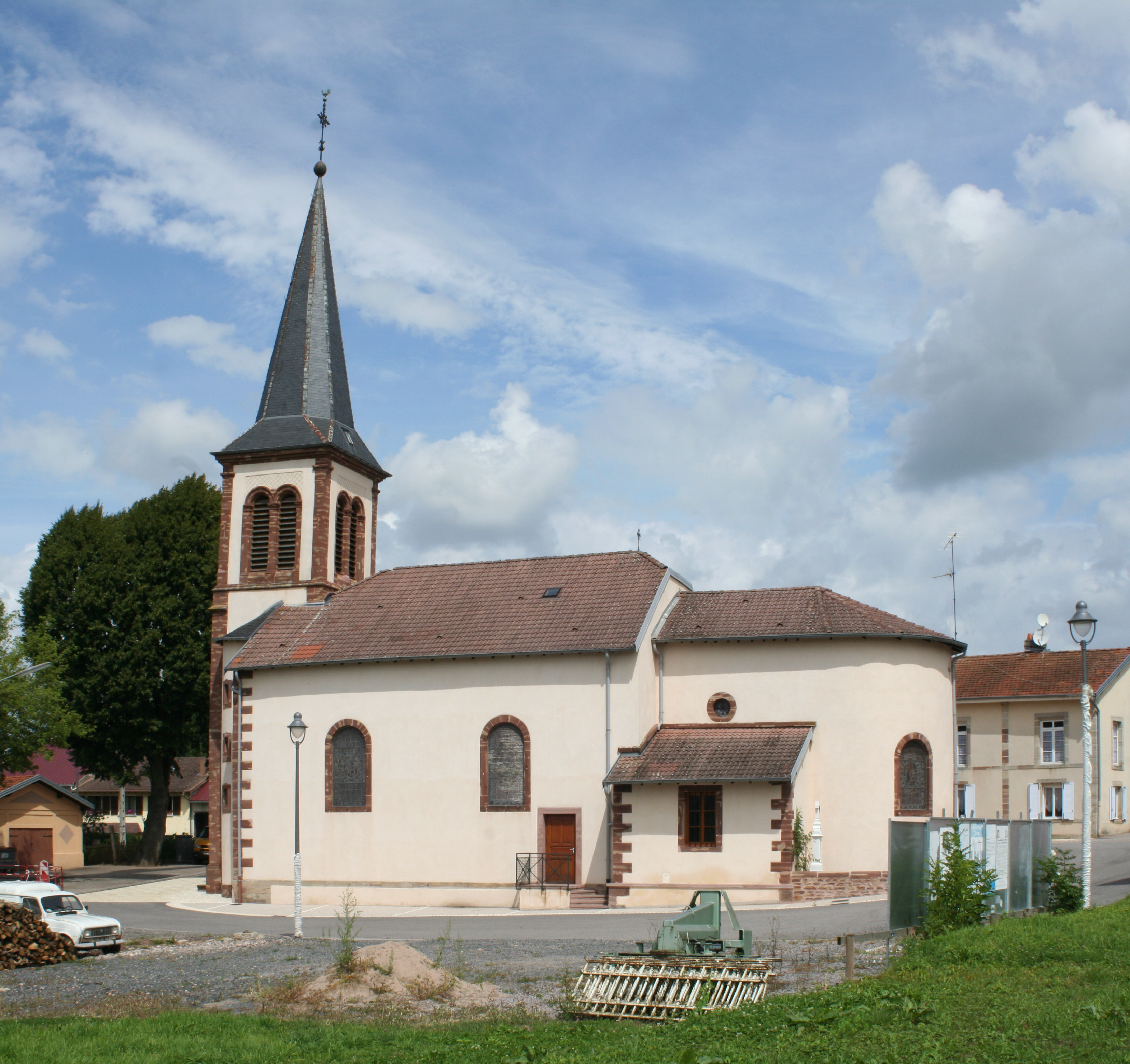
L'église.

- Église Saint-Florent, du XIXe siècle[35], construite à l'emplacement d'une ancienne chapelle romane[19].
- Le presbythère[36].
- Les eaux de la commune se perdent dans un entonnoir au nord de Ménarmont pour ressortir, à 3 km, dans la commune de Xaffévillers[19].
- Ancienne tréfilerie[35].
- Monument commémoratif[37].

## Pour approfondir